# James Broderick
James Joseph Broderick III (Charlestown, Nuevo Hampshire, 7 de marzo de 1927-New Haven, Connecticut, 1 de noviembre de 1982) fue un actor estadounidense.

## Vida y carrera
Broderick era hijo de María Elizabeth Martindale y James Joseph Broderick (hijo), ambos de ascendencia irlandesa y católica.
En 1947, Broderick, que estaba estudiando Medicina, hizo una audición en la Universidad de Nuevo Hampshire para un papel en la obra de teatro Arms and the man, de George Bernard Shaw.
El director de teatro Joe Batcheller quedó impresionado y le dio el papel de Bluntchili, un soldado suizo antirromántico.

Desde el principio se podía decir que él era una persona excepcional. Mostraba una capacidad inusual para llevarse bien con la gente. Era amable, sensible, imaginativo, y tenía un buen sentido del humor. Y también tenía un toque irlandés, si alguna vez vi uno.
Joe Batcheller, director de teatro

Aunque Batcheller no solía animar a los estudiantes a dedicarse a la actuación como una carrera, estaba tan seguro de talento de Broderick que le sugirió un viaje a Nueva York para reunirse con su amigo Arthur Kennedy, que era muy conocido en el campo de la actuación.
Broderick siguió su consejo, y Kennedy lo introdujo en la Neighborhood Playhouse, donde adquirió la experiencia y la formación necesarias para una exitosa carrera como actor en películas y televisión.
Entre las obras de teatro que interpretó se encuentra La soga.
Se casó con la dramaturga, actriz y pintora Patricia Biow (1925-2003), descendiente de alemanes y polacos. En 1962 nació su hijo Matthew Broderick, en la ciudad de Nueva York.
Sus papeles en películas notables incluyen la figura del padre de una comuna en Nueva Inglaterra en Alice’s restaurant (1969), y un agente del FBI en Tarde de perros (1975).
Entre 1976 a 1980 hizo el papel de padre en la serie de televisión Family.
En 1978 recibió una nominación al premio Emmy por mejor actor principal en una serie dramática.
Su hijo, el actor Matthew Broderick (de 17 años de edad), hizo su debut en una obra de teatro junto a su padre en la obra On Valentine's Day.

## Muerte
James Broderick murió de cáncer en 1982.
Su hijo, el actor Matthew Broderick (n. 1962) le puso a su hijo (con su esposa Sarah Jessica Parker) el nombre de James en honor a su padre.

## Filmografía

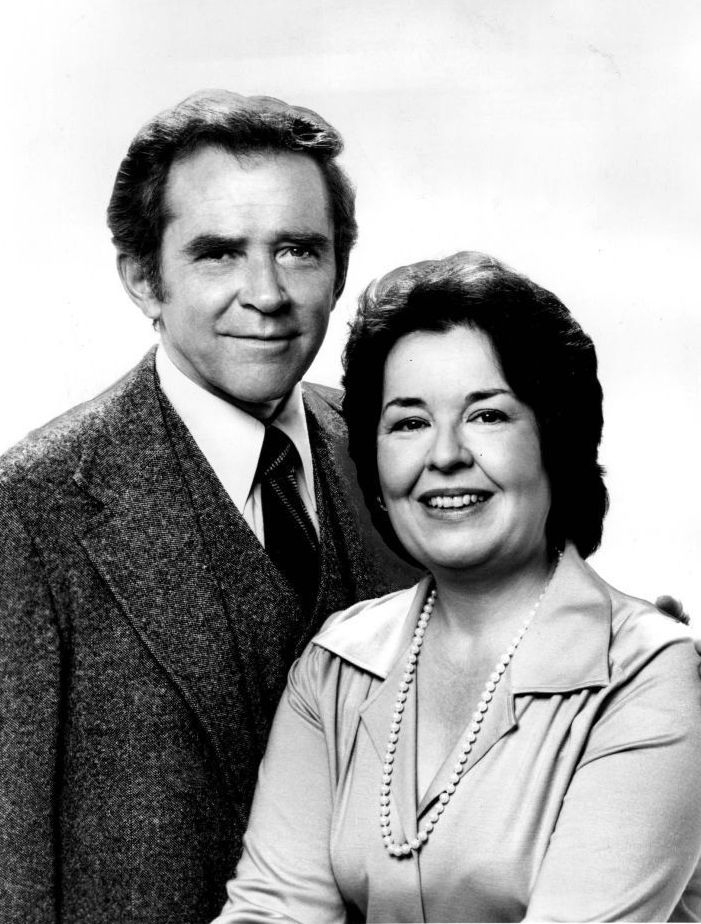
Fotografía promocional de los actores James Broderick (Doug) y Sada Thompson (Kate) en el programa de televisión Family (1976).

- 1950: Nash Airflyte Theatre (serie de televisión)
  - «Molly Morgan»
- 1952: Ten Thousand Words (película de televisión)
- 1953: Danger (serie de televisión)
  - «Last Stop Before Albany»
- 1953: The Doctor (serie de televisión)
  - «Desk Job»
- 1953: The Big Story (serie de televisión)
  - «Crime School: Don Kellerman of the Garden City Newsday» como Don Kellerman
  - «Crime School» como Don Kellerman
  - «The Angry City» como Dick
- 1954: Medallion Theatre (serie de televisión)
  - «The Magic Touch»
- 1953-1954: The Philco Television Playhouse (serie de televisión) como Horace
  - «0 for 37» (1953)
  - «The Dancers» (1954)
  - «Time of Delivery» (1954)
- 1954-1955: You Are There (serie de televisión) como soldado #2
  - «The Oklahoma Land Rush (April 22, 1889)» (1954)
  - «D-Day (June 6, 1944)» (1955) como soldado #2
- 1955: Star Tonight (serie de televisión)
  - «The Critic»
- 1955-1957: Kraft Television Theatre (serie de televisión)
  - «Gramercy Ghost» (1955)
  - «Meet a Body» (1955)
  - «No Warning» (1957)
- 1957: Studio One (serie de televisión)
  - «A Member of the Family» como Robert
  - «No Deadly Medicine: Part 1» como John Alexander
  - «No Deadly Medicine: Part 2» como John Alexander
- 1957-1962: The United States Steel Hour (serie de televisión)
  - «The Hill Wife» (1957) como John
  - «Delayed Honeymoon» (1961) como Bill Carlisle
  - «Two Black Kings» (1962)
- 1957-1963: Armstrong Circle Theatre (serie de televisión)
  - «Three Cents Worth of Fear» (1957)
  - «The Mummy Complex» (1958)
  - «Escape to Nowhere» (1962) como John Anglin
  - «Secret Document X256» (1963)
  - «Escape to Nowhere» (1963)
- 1960: John Brown's Raid (película de televisión) como Watson Brown
- 1960: Girl of the Night, como Dan Bolton
- 1960: The Iceman Cometh (película de televisión) como Willie Oban
- 1960: Play of the Week (serie de televisión) como Willie Oban
  - «The Iceman Cometh: Part 2»
  - «The Iceman Cometh: Part 1»
- 1960: The Secret Storm (serie de televisión) como Joe Sullivan
- 1961: Great Ghost Tales (serie de televisión)
  - «August Heat»
- 1961: The Young Doctors como el doctor Alexander (escenas eliminadas)
- 1962: Los defensores (serie de televisión)
  - «Blood County» como George Schreiber
  - «Storm at Birch Glen» como Charles Agostini
- 1962: As the World Turns (serie de televisión) como Jim Norman
- 1963: The Twilight Zone (serie de televisión)
  - «On Thursday We Leave for Home» como Al
- 1964: Look Up and Live (serie de televisión) como Worthy
  - «A Lifetime of Service»
  - «Diary of a Teenager: Part 8»
- 1964: Abe Lincoln in Illinois (película de televisión) como Joshua Speed
- 1964: Suspense (serie de televisión)
  - «I, Dan Krolik»
- 1963-1964: Las enfermeras (serie de televisión)
  - «Party Girl» (1963) como Dr. Tom Milford
  - «The Love of a Smart Operator» (1964) como Dr. Stanley Cooper
- 1959-1964: Brenner (serie de televisión) como el protagonista, el oficial Ernie Brenner
  - «The Plain Truth»
  - «Unwritten Law»
  - «Crisis»
  - «episodio #2.6»
  - «Point of Law»
- 1963-1964: La ley del revólver (serie de televisión) como Pete / Wes
  - «Doctor's Wife»
  - «My Sister's Keeper»
- 1964: The Edge of Night (serie de televisión) como el fiscal de distrito Nick Bryce
- 1965: For the People (serie de televisión)
  - «The Killing of One Human Being» como Miller
- 1966: The Group, como el Dr. Ridgeley
- 1966: The F.B.I. (serie de televisión)
  - «Anatomy of a Prison Break» como Frank Porter
- 1966: 12 O'Clock High (serie de televisión)
  - «Burden of Guilt» como el coronel Hollenbeck
- 1967: El fugitivo (serie de televisión)
  - «Run the Man Down» como Owen Troop
- 1967: ABC Stage 67 (serie de televisión)
  - «The Trap of Solid Gold» como Hal Crady
- 1967: Disneylandia (serie de televisión)
  - «Atta Girl, Kelly!: K for Kelly» como Cal Richards
- 1967: N.Y.P.D. (serie de televisión)
  - «Shakedown» como Gaffer
- 1969: Judd for the Defense (serie de televisión)
  - «Runaway» como Howard Dawes
- 1969: The Tree, como el detective McCarthy
- 1969: El restaurante de Alicia, como Ray Brock
- 1970: The Bold Ones: The Protectors (serie de televisión)
  - «A Thing Not of God» como el padre Hayes
- 1970: The Bold Ones: The New Doctors (serie de televisión)
  - «First: No Harm to the Patient» como el Dr. Henry Pruitt
- 1971: Longstreet (serie de televisión)
  - «A World of Perfect Complicity» como Hank
- 1971: The Todd Killings, como Sam Goodwin
- 1973: The Wide World of Mystery (serie de televisión)
  - «The Murderers»
- 1974: Nicky's World (película de televisión) como Russell
- 1974: La captura del Pelham 1-2-3, como Denny Doyle (conductor del tren)
- 1975: Great Performances (serie de televisión) como el capitán Scott / Sussex
  - «Beyond the Horizon»
  - «The Ceremony of Innocence»
- 1975: Tarde de perros, como Sheldon
- 1976: The Adams Chronicles (miniserie de televisión)
  - «Chapter XIII: Charles Francis Adams II, Industrialist» como W. H. Holcomb
- 1976: The Phantom of the Open Hearth (película de televisión) como el Sr. Parker, el padre
- 1976: Visions (serie de televisión)
  - «The Phantom of the Open Hearth» como el padre
- 1979: Roots: The Next Generations (miniserie de televisión)
  - «episodio #1.7» como el Dr. Lewis
- 1980: El crucero del amor (serie de televisión)
  - «The Remake/The Perfect Match/The Captain's Ne'er Do Well Brother», como Neal Rich

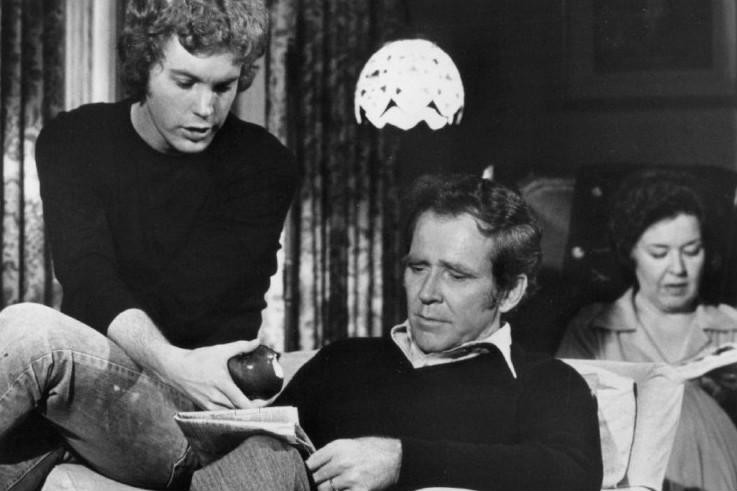
Fotografía de los actores Gary Frank (Willie), James Broderick (Doug) y Sada Thompson (Kate) en una escena del programa de televisión Family (1976).

- 1976-1980: Family (serie de televisión) como Doug Lawrence; 86 episodios
- 1980: The Shadow Box (película de televisión) como Joe
- 1981: La isla de la fantasía (serie de televisión)
  - «The Proxy Billionaire/The Experiment» como el Dr. Lucas Bergmann
- 1982: Dreams Don't Die (película de televisión) como Gavin
- 1982-1983: American Playhouse (serie de televisión), como Dad (Papá), Luke Rankovich